# Eudromia formosa
La martinetta del quebracho (Eudromia formosa (Lillo, 1905)) è un uccello  della famiglia dei Tinamidi.

## Distribuzione e habitat
La specie è diffusa in Paraguay e Argentina settentrionale.
Vive nelle foreste di quebracho delle aree aride e nelle savane  e foreste secche del Chaco